# Kisszállás
Kisszállás is een plaats (község) en gemeente in het Hongaarse comitaat Bács-Kiskun. Kisszállás telt 2878 inwoners (2002).